# Seymeria gypsophila
Seymeria gypsophila là loài thực vật có hoa thuộc họ Cỏ chổi. Loài này được B.L. Turner miêu tả khoa học đầu tiên.